# Guillaume Guéroult
Guillaume Guéroult (Rouen, 1507 – Lione, 7 ottobre 1569) è stato un editore, traduttore e poeta francese.
Editore dalla vita travagliata e dissoluta, oltre che dal carattere irrequieto, Guéroult è considerato uno dei più grandi stampatori francesi del Rinascimento.

## Biografia

### Tra Rouen, Parigi, Lione e Ginevra
Guillaume Guéroult ha avuto una vita molto movimentata. Nato a Rouen nel 1507, in gioventù acquisisce una buona conoscenza delle lingue classiche e, dopo aver terminato gli studi, è iniziato all'arte della stampa presso un suo zio, Guillaume-Simon Du Bosc, un libraio-stampatore di Rouen. Guéroult aderisce alla Riforma insieme a suo zio verso il 1540 e scrive in questo periodo dei paragrafi dei Salmi e delle poesie religiose già cantate e che già circolavano in manoscritti, prima di essere pubblicate nella sua raccolta Chansons spirituelles del 1548.
Guéroult lascia Rouen per vivere come correttore a Parigi e a Lione, città in cui le stampe erano fiorenti, come aveva fatto suo zio, che era stato cacciato per via delle continue molestie e persecuzioni nei confronti degli stampatori e dei riformati. Guillaume ha l'occasione di far conoscere le sue prime poesie grazie all'editore Pierre Attaignant, che le pubblica nel cantico Hélas ! mon Dieu, ton ire s’est tournée vers moy.
Soggiornando a Lione ha modo di farsi apprezzare negli ambienti letterari, tra i poeti, editori e gli incisori. Molto attivo e stimato, a partire da questo momento prepara, per conto di diverse librerie, traduzioni o opere che vedranno la luce solo successivamente.
Verso il 1545 è a Ginevra, probabilmente richiamato dallo zio Du Bosc. Nel 1546 pubblica presso Jean Girard la sua traduzione del salmo 124 Te Deum laudamus, seguito da due sermoni di Giovanni Calvino. Anche a Ginevra Guéroult non trova la libertà sperata e si lega ben presto al gruppo dei libertini, partito d'opposizione che si levava contro lo strapotere calvinista che corrompeva il felice contesto ginevrino. Dal suo ritorno a Ginevra nel 1540, Calvino e il suo discepolo Guillaume Farel avevano infatti acquisito un controllo sempre maggiore della città, grazie ai loro numerosi appoggi. Volendo imporre nella Repubblica di Ginevra la morale evangelica così come l'aveva concepita, Calvino aveva messo a stretta sorveglianza non solo gli scritti e gli atti, ma anche le parole stesse grazie al controllo di spie e all'osservanza delle autorità ecclesiastiche. Guéroult diventa amico dei due più importanti capi dei giovani libertini che frequentavano le taverne e che conducevano la bella vita: il procuratore Pierre Vandel e suo cognato Ami Perrin, uno dei quattro sindaci della città, un tempo fervente seguace di Calvino, ora acerrimo avversario.
Questa affiliazione non tarda a creare problemi a Guéroult: l'editore viene infatti fermato e arrestato il 22 marzo 1549, in seguito a una denuncia di due librai che lo accusano di aver sparlato di Calvino, dei ministri e dei sindaci, oltre che di oscenità. Interrogato a lungo e finalmente mandato davanti al procuratore generale Vandel, quest'ultimo cerca di salvare il suo amico Guéroult. I due librai testimoni sono, a torto o a ragione, convinti da false accuse e l'editore è condannato a una multa per oscenità, mentre gli accusatori sono imprigionati. Un nuovo arresto arriva poco tempo dopo, per ragioni ignote, e questa volta gli viene interdetto di soggiornare a Ginevra per un certo periodo.

### Il primo periodo lionese

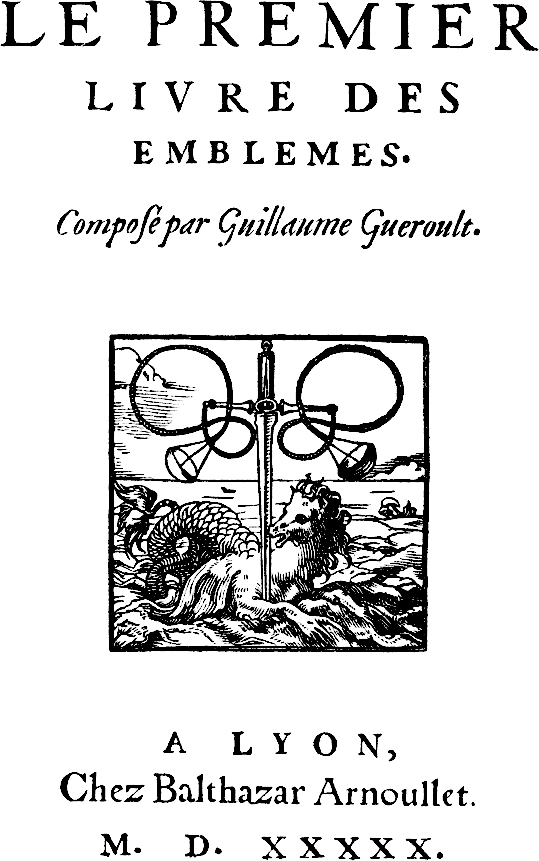
L'edizione del 1550 degli Emblemi di Guillaume Guéroult

Lasciata Ginevra, tra la fine del 1549 e l'inizio del 1550, Guéroult si reca dunque a Lione, dove non gli è difficile trovare un'occupazione. Lione era allora celebre per i suoi stampatori come Jean de Tournes, Guillaume Rouillé, i fratelli Beringen, gli Arnoullet e la loro reputazione era grande, così come ammirati erano i loro lavori. Guéroult era già entrato in contatto con qualcuno di loro all'epoca del suo primo libro, le Chanson spirituelles del 1548.
Il 10 febbraio 1549 Balthazar Arnoullet riceve dal re il privilegio di dare alle stampe l'Histoire et description de tous les animaux, opera comprendente il Blason des Oyseaux dello stesso Guéroult. Arnoullet davanti a quest'importante compito di traduzione, e non possedendo una grande conoscenza del latino, cerca un correttore esperto in tale lingua. Accetta allora i servizi di Guéroult, il quale comincia da allora un'intensa attività, essendo allo stesso tempo correttore, traduttore, scrittore e poeta. Dalle stampe di Arnoullet escono in successione: il Second Livre de la description des animaux, il Premier livre des Emblemes la traduzione delle Sentenze di Marco Tullio Cicerone e quella della Storia delle piante di Leonhart Fuchs nel 1550; in seguito la traduzione del Premier tome des Chroniques & gestes admirables des empereurs, le Premier livre des figures et pourtraitz des villes plus illustres et renommees d’Europe nel 1552 e, l'anno seguente, l'Epitome de la corographie d’Europe, senza contare una meravigliosa edizione della Bibbia, capolavoro delle stampe Arnoullet, di cui Guéroult è il correttore. È proprio in questo periodo che Guéroult diventa cognato dello stesso Balthazar Arnoullet, sposando a Vienne la sorella minore di sua moglie, Jacquette Barbou. La coppia avrà una figlia che sarà battezzata a Ginevra e avrà come padrino Ami Perrin, uno dei capi della fazione riformata ginevrina più tollerante e libertina. A Lione stringe amicizia col drammaturgo della Pléiade Étienne Jodelle.

### L'affairedellaChristianismi Restitutio(1552-1553)

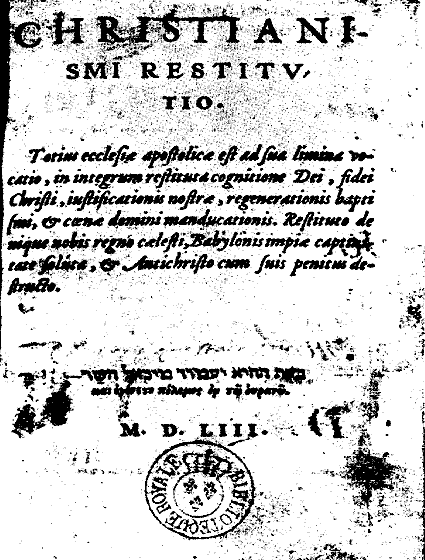
La Christianismi restitutio del 1553.

La produzione letteraria di Guéroult subisce all'improvviso una battuta d'arresto dovuta alla sua implicazione nella disputa tra Michele Serveto e Calvino. A Vienne, dove abitava la famiglia di sua moglie, Guéroult aveva fatto la conoscenza del medico e teologo spagnolo, che viveva tranquillamente in Francia dal 1540 con il nome di Michel de Villeneuve. Essendo stato già perseguito per eresia nel 1538, Serveto cercava invano un editore per la sua celebre opera, la Christianismi restitutio. Nonostante la delicata circostanza, Guéroult vede nella pubblicazione della Christianismi restitutio un modo per vendicarsi di Calvino e propone l'affare a suo cognato. Arnoullet, prevedendo molti guai, esita a intraprendere la pubblicazione del libro, anche se anonimo e senza indirizzo topografico. Ciononostante viene convinto quando Serveto si dichiara disposto a coprire le spese di pubblicazione, a correggere lui stesso le prove, a incaricarsi delle vendite e a pagare una gratificazione da cento scudi a Arnouillet e a Guéroult.
Una stamperia viene aperta a Vienne e Guéroult ne diventa capo-officina, poi, per precauzione, una seconda stamperia, questa volta clandestina, è installata in una casa appartata di Vienne, in cui viene dato alle stampe il libro di Serveto col contributo di due operai di fiducia. La stampa dell'opera, di 734 pagine, termina il 3 gennaio 1553 senza che nessuno sappia qualcosa a Vienne. Tutto sembra andare per il verso giusto fino a quando un giorno Guéroult, avendo fatto spedire l'opera finita a Lione da un amico di Serveto incaricato di distribuire una parte dell'edizione, invia a Calvino due esemplari del libro.
Giudicando come eretiche molte delle dissertazioni di Serveto, Calvino tenta di fermare la diffusione dell'opera e indaga sull'autore e sulla sua provenienza. Apprendendo che è stata scritta da Serveto e che esce dalle stampe di Balthazar Arnoullet, nella stamperia di Vienne diretta da Guéroult, Calvino si affretta a denunciare l'opera e i suoi editori. La giustizia si occupa della vicenda e va ad indagare a Vienne. Il 16 marzo 1553 viene perquisita la casa di Serveto e il giorno dopo quella degli editori. Essendo allora Arnoullet assente perché in viaggio a Tolosa, Guéroult viene interrogato a lungo e vengono perquisiti la stamperia e il suo domicilio. I tre operai, interrogati separatamente, negano di aver lavorato alla pubblicazione della Christianismi restitutio.
Il 18 marzo gli inquisitori interrogano Arnoullet, appena tornato da Tolosa, prima che questi possa vedere suo cognato e rendersi conto della situazione. Le sue risposte coincidono con quelle di Guéroult, l'inchiesta non rivela nient'altro e sia Serveto che gli stampatori sono assolti. Questa soluzione non placa il sentimento di vendetta di Calvino, che vede in Serveto uno degli eretici più pericolosi contro i quali bisogna lottare senza sosta. Fa allora pervenire ai giudici nuovi dettagli sulla pubblicazione dell'opera incriminata, in seguito ai quali Serveto e Arnoullet vengono arrestati a Vienne il 5 aprile 1553. Benché questa volta non sia incriminato, Guéroult, temendo che si scoprisse il suo ruolo nella vicenda e che venisse anch'egli incarcerato, lascia la Francia e riparte per Ginevra, lasciando a Vienne la moglie e la stamperia.

### Ancora a Ginevra (1554-1555)
Mentre Guéroult va a vivere da suo zio Du Bosc, Serveto intanto evade dal carcere di Vienne e, raggiungendo Ginevra nella speranza d'imbarcarsi per Napoli, viene riconosciuto, giudicato e condannato al rogo per eresia. I giudici, volendo sapere qual era stato il suo ruolo nell'affaire, chiesero a Serveto se Guéroult fosse stato o meno il correttore della sua opera. Il teologo spagnolo disse che era stato egli stesso a correggere le prove del suo libro e che Guéroult non era stato coinvolto. Disgraziatamente, Guéroult aveva fatto imprigionare il cognato Arnoullet, che dalla prigione di Vienne si lamentò della sua condotta, dichiarò che era direttore della stamperia di Vienne e che corresse la Christianismi restitutio. Redatta durante il processo a Serveto, questa lettera determina un ordine di arresto dal Consiglio Comunale di Ginevra a Guéroult.
Nonostante Guéroult non fosse turbato per aver collaborato alla pubblicazione della Christianismi restitutio e aver maledetto Calvino, i giudici lo continuano a cercare a proposito della sua vita dissoluta condotta a Lione e a Vienne dopo la partenza per Ginevra alla fine del 1549. Il Concistoro era stato informato del suo matrimonio a Vienne secondo il rito cattolico, che aveva inteso la messa e che si era confessato. Dovendo comparire davanti al Concistoro per rispondere dei suoi delitti, Guéroult confessa che si è sposato con una cattolica e se ne pente, aggiungendo però che è stato costretto a farlo per evitare la condanna a morte. Rimasto un giorno in galera, viene liberato l'indomani per "buone rimostranze". L'esecuzione sul rogo di Michele Serveto non mette fine ai problemi di Guéroult riguardo alla Christianismi restitutio: il 30 ottobre, per ordine di Guillaume Farel, il Petit Conseille ordina un nuovo arresto e il 21 dicembre Guéroult compare di fronte al Concistoro negando di aver corretto il libro e accusando al suo posto il cognato Arnoullet. Il Concistoro, vedendo la frivolezza delle sue scuse, lo lascia andare.
Benché la questione della correzione della Christianismi restitutio non sia ancora archiviata, Guéroult può tornare alle sue attività editoriali. Guillaume Du Bosc e un altro stampatore celebre di Ginevra, Jean Girard, avevano ottenuto dal Consiglio Comunale il privilegio, per vent'anni, di stampare un certo numero di opere, in particolare bibbie e salteri. In questo momento la morte di Clément Marot aveva lasciato incompleta la traduzione in francese dei Salmi di Davide. Per terminare il lavoro, Du Bosc si era rivolto a Guéroult. Calvino, dal canto suo, aveva sollecitato Teodoro di Beza e chiese al Consiglio di revocare il privilegio accordato dai sindaci a Guillaume Du Bosc. Il Consiglio non accolse la richiesta di Calvino e, mentre passavano i mesi, vi fu una vera e propria guerra tra editori: da una parte, Jean Girard, Du Bosc e Guéroult, e dall'altra Conrard Badius sostenuto da Calvino, Beza e Pierre Viret. Entrambe le fazioni si mossero in segreto preparando epistole diffamatorie che dovevano apparire in testa ai salteri che pubblicavano.
Nel 1555 Guéroult diventa l'associato dello zio Du Bosc di cui finora era stato soltanto il correttore. I libri che escono dalle loro stampe portano come marchio una mano che tiene una palma coronata che accompagna il motto di Guéroult "Victrix patienta" (Pazienza vincitrice).

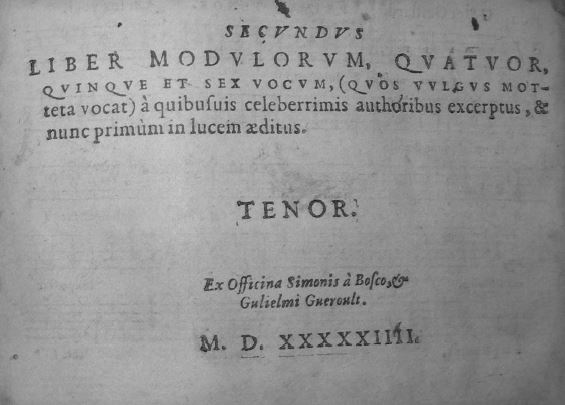
Il Secundus liber modulorum di Ginevra, 1554.

Nel periodo 1554-1555 Simon Du Bosc e Guillaume Guéroult firmano diverse edizioni musicali che sono, in effetti, i primi esemplari importanti dell'edizione musicale ginevrina. Appaiono una serie di quattro libri di mottetti e tre raccolte di canzoni spirituali. Queste collezioni sono il segno che aveva delle conoscenze musicali solide e ciò si nota dal fatto che le sue canzoni spirituali del 1548 e del 1560 sono state musicate. Lo si vede inoltre, nel 1557, associato all'editore Robert Granjon per pubblicare le opere musicali di Barthélémy Beaulaigue.
Nel 1555, Guéroult è costretto a lasciare Ginevra in seguito a gravi eventi politici: le elezioni del febbraio 1555 avevano favorito il partito di Calvino e i suoi amici Perrin e Vandel erano tentati di sovvertire l'ordine. Con l'arresto di Perrin e la condanna a morte di Vandel, Guéroult deve fuggire. Il 19 luglio 1555 il Consiglio Comunale ordina a suo zio di cessare di nominare il nipote nei libri che dovrà stampare e coloro che l'hanno conosciuto o frequentato sono indagati. Du Bosc, per timore di vedersi compromesso dal nipote e di declinare ogni solidarietà con lui, avendo inviato al Consiglio una lettera del nipote in cui dichiara il suo appoggio ai fuggitivi, Calvino lo denuncia al Consiglio che ordina il suo sequestro. Il soggiorno a Ginevra è quindi vietato per sempre a Guéroult.

### Nyon, poi ancora Lione
Soggiorna in diverse località fino al maggio 1556, periodo nel quale si stabilisce fisso nella città di Nyon, dopo aver fatto richiesta al Consiglio. Nel frattempo si è rotto il rapporto tra lui e suo zio, non senza contestazioni da una parte e dall'altra. Per guadagnarsi da vivere, Guéroult rientra, dopo la morte del cognato Arnoullet nel novembre 1556, a Lione dove riprende il mestiere di correttore di stamperia e continua, lontano da ogni agitazione politica, la sua opera di traduttore e poeta che lo porta a dare alle stampe una seconda edizione del Premier Livre des figures et pourtraitz des villes (1557), una terza edizione della traduzione della Storia delle piante di Leonhart Fuchs (1558). Nel 1558 pubblica inoltre la sua traduzione del Premier livre des narrations fabuleuses di Palefato.
All'inizio del 1559, compare a Lione un oposcuolo dal titolo Épître du Seigneur de Brusquet aux magnifiques et honorés Seigneurs Syndics & Conseil de Genève (Epistola del Signore di Brusquet ai magnifici e onorati Signori Sindaci & Consiglio di Ginevra) che, sotto un'apparente bonomia, non era che una sequenza di epigrammi facenti allusione ai fatti e ai gesti dei signori sindaci ginevrini e di Calvino. Il Consiglio e i sindaci non si lasciano ingannare dalla firma del "signore di Brusquet, primo buffone del Re, e valletto della sua camera, usciere della Regina, mastro di posta di Parigi" che lui critica. Sospettano immediatamente di Guéroult e benché rinuncino a chiedere perseguimenti in Francia, chiedono, il 16 marzo 1556, che venga arrestato il prima possibile.
Guéroult pubblica in questo periodo le sue opere a Lione: gli Hymnes du Temps et de ses parties, presso Jean de Tournes, 1560; La Lyre chrestienne, raccolta di canzoni spirituali dedicata a Margherita di Francia, duchessa di Savoia. Nel 1561, traduce il Discours de la droicte administration des royaumes et républiques di Mario Cermenati, dedicato alla città di Lione, che per questo lo ricompensa.
Nel 1562 intraprende un viaggio in Svizzera e la sua presenza è segnalata da Viret a Calvino. Il Concistoro di Ginevra chiede, senza risposta, ai magistrati di Lione di punirlo per le diffamanti affermazioni che avrebbe rivolto contro Calvino. Nel 1564 pubblica le Figures de la Bible, illustrées de huictains francoys pour l’interprétation et intelligence d’icelles, dedicate a Caterina de' Medici. Il 7 ottobre 1569 muore a Lione all'età di 62 anni.

## Opere

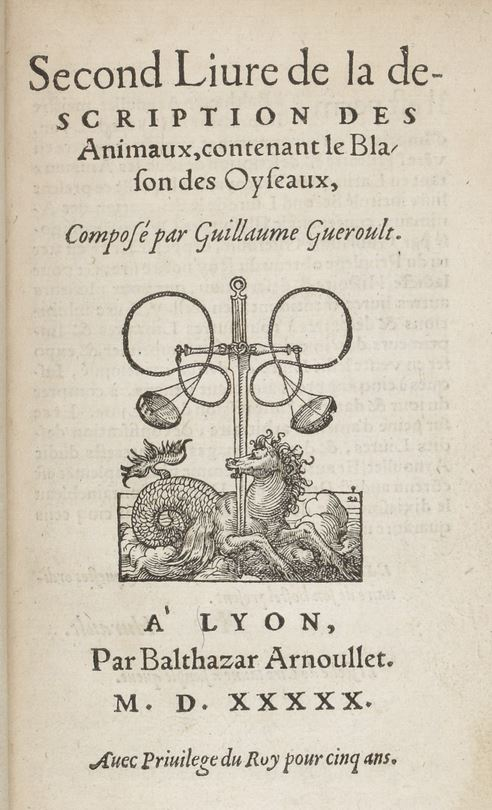
Titolo della Descrizione degli animali di Guillaume Guéroult (Lione, 1550)

- Epitome gestorum LVIII regum Franciae, a Pharamundo ad hunc usque Christianissimum Franciscum Valesium. Lione: 1546, 4°.
- Histoire des plantes, mise en commentaires par Léonard Fuchs, médecin, et traduite de latin par G. Guéroult. Lione: 1550, 4°. Ristampata nel 1551 e nel 1558.
- Premier livre des chansons spirituelles, nouvellement composées par G. Guéroult, et mises en musique par Didier Lupi Second. Lyon: Godefroy et Marcellin Beringen, 1548). Guillo 1991 nº 23, RISM L 3087. Diverse riedizioni a Parigi e a Lione.
- Le Premier Livre des emblesmes composé par G. Guéroult. Lyon: Balthazar Arnoullet, 1550. Digitalizzato su Google books. Ristampato con introduzione e note di Vaux de Lancey (Rouen: 1937). Quest'opera è preceduta da una biografia sviluppata da dove è estratta buona parte del materiale del presente articolo.
- Second livre de la description des animaux contenant le blason des oyseaux. Composé par G. Guéroult. Lyon: Arnoullet, 1550, 8°. Ripubblicato diverse volte fino al 1584.
- Apologie pour le Roy, contre les calomnies des imperiaulx, Lione, Macé Bonhomme, 1551
- Les Sentences de Marc Tulle Ciceron. Ausquelles sont adjoustées plusieurs graves et illustres sentences, recueillies des plus excellens autheurs en la langue latine, traduites d'icelle en rythme françoyse. Par G. Guéroult. Lyon: B. Arnoullet, 1550, 8°. Ristampato nel 1552. Digitalizzato su Google books.
- Premier [-Second] tome des Chroniques & gestes admirables des empereurs: avec les effigies d’iceux. Lione: Balthazar Arnoullet, 1552, 2 vol. 4°.
- Premier livre des figures et pourtraictz des villes plus illustres et renommées d'Europe. Avec les descriptions d'icelles mises en françois, par G. Guéroult. Lyon: 1552. Repris l'année suivante sous le titre d'Épitomé de la corographie d’Europe illustré des pourtraitz des villes plus renommées d’icelle, mis en françoys par Guillaume Guéroult, Lione, Balthazar Arnoullet, 1553.
- Premier livre des narrations fabuleuses [de Paléphatos], avec les discours de la vérité et histoires d’icelles. Traduict par Guillaume Guéroult. Auquel avons adjousté ancunes œuvres poétiques du mesme traducteur. Lione: Robert Granjon, 1558. Digitalizzato su Google books.
- Épître du Seigneur de Brusquet aux magnifiques et honorés Seigneurs Syndics & Conseil de Genève. Lione: J. Saugrain, 1559.
- Hymnes du temps et de ses parties. Lione: Jean I de Tournes, 1560, 4°. Con le incisioni di Bernard Salomon. Digitalizzato su Gallica.
- La Lyre chrestienne, avec la Monomachie de David et Goliath [par Joachim Du Bellay], et plusieurs autres chansons spirituelles, nouvellement mises en musique par A. De Hauville. Lyon: Simon Gorlier, 1560, 8°. Digitalizzato su E-rara.
- Discours de la droite administration des royaumes et republiques, extrait de la rapsodie du S.I.P. Cermenat millanois (Mario Cermenati). Traduit par G. Guéroult. Lyon: 1561, 4°.
- Figures de la Bible, Lione: Guillaume Rouillé, 1564. Digitalizzato su Gallica.
- Les Fleurs du livre des vertus des herbes, composé jadis en vers latins par Macer Floride et illustré des commentaires de M. G. Guéroult. Le tout mis en françois par M. Lucas Tremblay. Rouen: 1588, 8°.

### Gli Emblemi
I libri di emblemi furono molto alla moda durante tutto il XVI secolo. Oltre a designare la sola incisione, il senso della parola emblema si applica alla poesia col significato di legenda o commentario. Andrea Alciato ne ha composti di molto celebri e Guéroult sembra essersi specializzato in questo genere con il Blason des Oyseaux (1551), gli Hymnes du Temps et de ses parties (1560) e infine le Figures de la Bible (1564), composte sul medesimo modello di un'incisione accompagnata da una breve strofa di versi. Tra i numerosi emblemi di Guéroult, i cui soggetti sono stati ripresi dalle favole di Jean de La Fontaine, si ricordano Il gallo e la volpe, La scimmia e il gatto, Il ragno e la rondine, La corte del leone, Gli animali malati di peste e L'astrologia che si lascia cadere nel pozzo.

### Fonti
- Enea Balmas, «Tra Umanesimo e Riforma: Guillaume Guéroult, "terzo uomo" del processo Serveto», Montaigne a Padova e altri studi sulla letterature francese del cinquecento. Padova: Liviana edtrice, 1962 (p. 109-223).
- Enea Balmas, «Guillaume Guéroult traducteur des Psaumes», Revue d'histoire littéraire de la France 67 (1967), p. 705-725.
- Enea Balmas, «Le cas de Guillaume Guéroult», L’Emblème à la Renaissance, éd. et intr. Yves Giraud. Paris: 1982, p. 127-135.
- Enea Balmas, « À propos des emblèmes bibliques de G. Guéroult et de G. Simeoni», Revue de littérature comparée 64/4 (1990), p. 645-51.
- Georg Becker, Guillaume Guéroult et ses chansons spirituelles (seizième siècle) : notice biographique & bibliographiques. Paris: Sandoz et Fischbacher, 1880.
- Daniela Boccassini, La Parola riscritta: Guillaume Gueroult, poeta e traduttore nella Francia della Riforma. Firenze: La Nuova Italia, 1985. ISBN 88-221-0251-7
- Laurent Guillo, Les éditions musicales de la Renaissance lyonnaise. Paris: Klincksieck, 1991.
- Marc Honegger, Les chansons spirituelles de Didier Lupi et les débuts de la musique protestante en France au XVIe siècle. Thèse de Lettres: Parigi, 1970.
- (EN)  James Hutton, «Three Notes on French Authors: Desportes, Guéroult, Ronsard», Modern Langage Notes 55 (1940), p. 579-81.